# Ləkətağ
Ləkətağ – gmina (azer. bələdiyyə) i wieś (kənd) w zachodnim Azerbejdżanie, w Nachiczewańskiej Republice Autonomicznej, w rejonie Culfa, stanowiąca siedzibę wiejskiego okręgu terytorialnego (kənd ərazi dairəsi) o tej samej nazwie. Jest jedną z dwóch miejscowości, obok wsi Boyəhməd, tworzących wiejski okręg terytorialny i gminę.
Przed 19 czerwca 2009 roku Ləkətağ była jedyną miejscowością w gminie. Na mocy prawa nr 839-IIIQ z 19 czerwca 2009 roku gminę Boyəhməd (z jedną miejscowością – Boyəhməd) połączono z gminą Ləkətağ.
W klasyfikacji Azərbaycan Respublikası Dövlət Statistika Komitəsi (w wolnym tłum. „Państwowy Komitet Statystyczny Republiki Azerbejdżanu”) gminie nadano unikalny kod 10603007, a wsi 10603028.